# Voo internacional

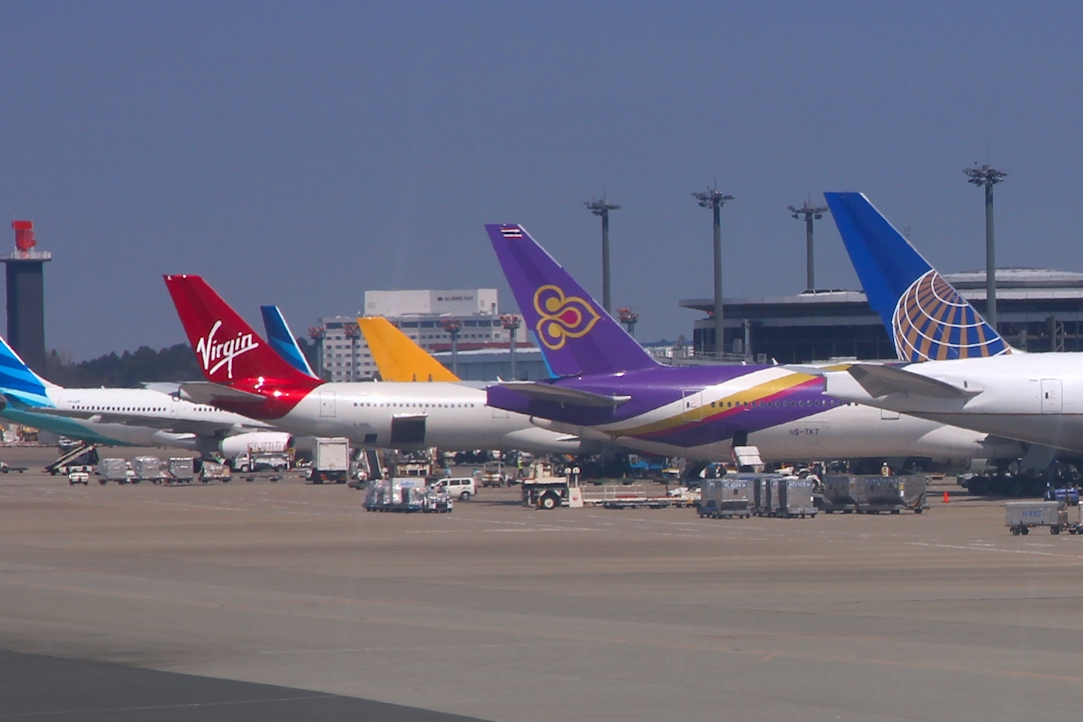
Variedade de companhias aéreas no Aeroporto Internacional de Tóquio-Narita. Todas as aeronaves que chegaram ao Japão é um resultado de voos internacionais

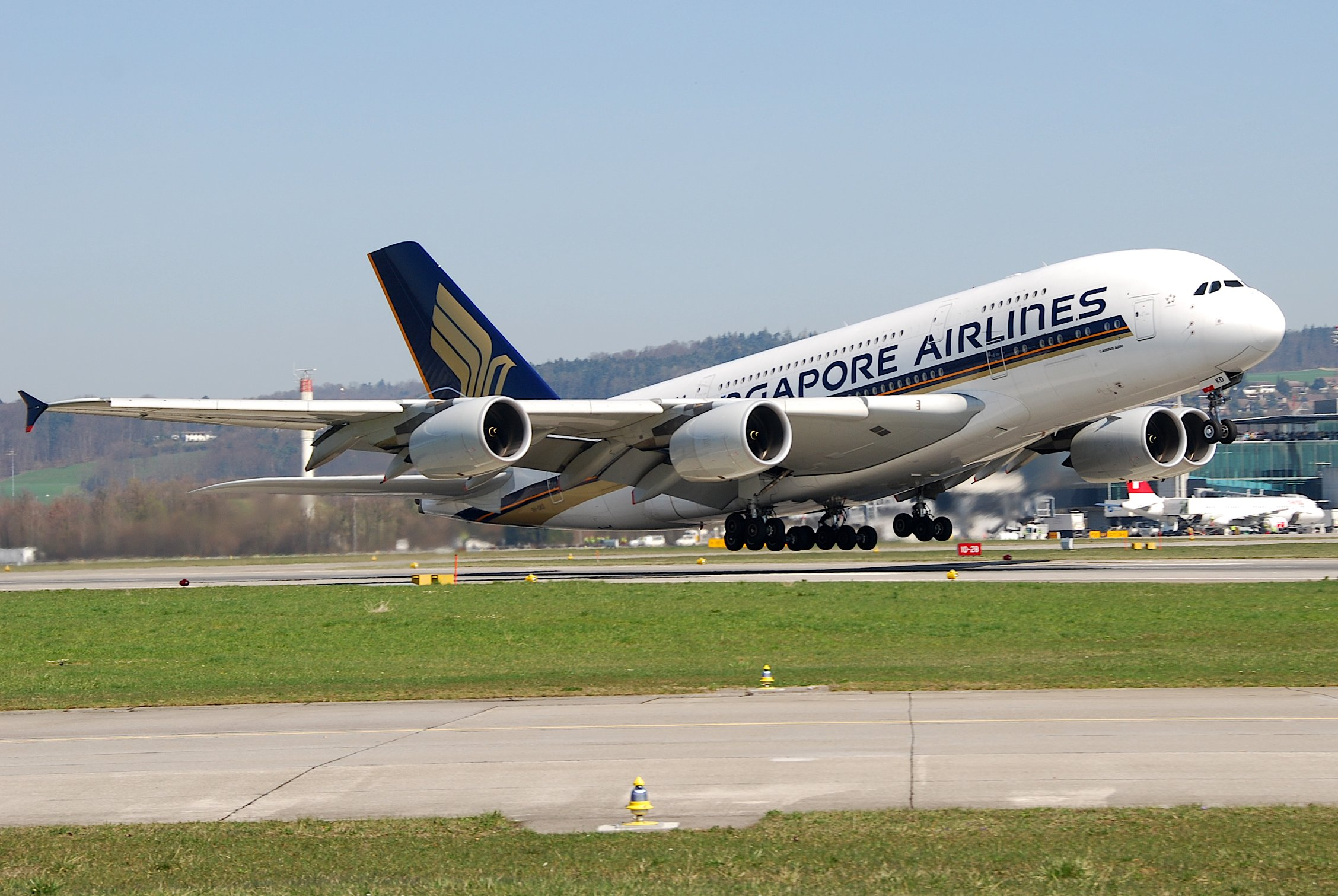
Aeronaves maiores como Airbus A380 são frequentemente utilizados em voos internacionais.

Um voo internacional é uma forma do voo comercial na aviação civil onde o local de partida e chegada ocorrem em países diferentes. Uma diferença importante entre os voos internacionais e domésticos é que, antes de embarcar na aeronave, os passageiros devem cumprir formalidades de migração e ao chegar no aeroporto de destino, devem passar pelas formalidades de imigração e alfândega, a menos que os países de partida e de chegada sejam membros do mesma área de viagens gratuitas, como a Área Schengen.
Aeroportos que servem voos internacionais são conhecidos como aeroportos internacionais.

## Origens
Um dos primeiros voos entre dois países foi em 7 de janeiro de 1785, quando Jean-Pierre Blanchard e John Jeffries atravessaram o Canal da Mancha em um balão de ar quente. Levou mais de um século para o primeiro objeto mais pesado que o ar repetir esse processo. Louis Blériot cruzou o Canal da Mancha em 25 de julho de 1909, ganhando um prêmio do Daily Mail de 1000 libras esterlinas.
A tecnologia da aviação se desenvolveu durante a Primeira Guerra Mundial, com a aviação entre as guerras mundiais observando o desenvolvimento de voos comerciais internacionais. Havia uma combinação de tipos de aeronaves que incluía aeronaves e aviões. A primeira companhia aérea a operar voos internacionais foi a Chalk's International Airlines, estabelecida em 1917  que operava serviços regulares de hidroavião da Flórida até as Bahamas O primeiro serviço internacional regular do mundo foi realizada pela British Aircraft Transport and Travel, de Hounslow Heath Aerodrome a Le Bourget, perto de Paris.
Após a Segunda Guerra Mundial, os voos comerciais internacionais foram regulamentados pela criação da Associação Internacional de Transportes Aéreos e a Organização da Aviação Civil Internacional.